# 시카고 데일리 뉴스
《시카고 데일리 뉴스》(Chicago Daily News)는 미국의 일간지이다. 1875년부터 1978년까지 미국 일리노이주 시카고에서 발행되었으며,퓰리처상을 13번 수상했다.